# Federico Fontanive
Federico Fontanive, noto anche con lo pseudonimo di Chico (Cencenighe Agordino, 5 agosto 1905 – Cencenighe Agordino, 11 agosto 1984), è stato un anarchico italiano.

## Biografia
Nato da Giovanni Battista e Veronica Soppelsa, dopo il servizio militare raggiunge nel 1926 i fratelli Vito e Mansueto emigrati due anni prima a Buenos Aires e lavora come muratore. Nel 1930 s’iscrive al Sindacato dei Muratori aderente alla Federación Obrera Regional Argentina (FORA) e svolge attività politica nel gruppo del periodico anarchico "Sorgiamo". Il 31 gennaio 1935 è arrestato nel corso di un’assemblea sindacale con l’accusa di propaganda anarchica e incarcerato per una settimana. 
Il 12 giugno 1936 s’imbarca clandestinamente per la Spagna, sbarcando il 4 luglio a Vigo. In agosto si arruola nella sezione italiana della colonna "Ascaso"  (conosciuta anche come "Colonna Rosselli"), in fase di formazione a Barcellona per combattere la guerra civile nel fronte repubblicano. Il 20 agosto parte per Huesca e partecipa alla battaglia del Monte Pelato. Nella foto pubblicata da "Giustizia e libertà" dell’11 settembre 1936 è sopra un mulo dietro Carlo Rosselli, con in mano un lembo della bandiera. 
Il 14 settembre 1936 parte con l’autorizzazione scritta di Rosselli per la Francia. Passato il confine clandestinamente attraversando a piedi i Pirenei (è privo di documenti), raggiunge Chambery il 2 ottobre e nel consolato italiano locale richiede il passaporto pensando di essere sconosciuto agli archivi della polizia politica italiana; al contrario è segnalato. Alla consegna del passaporto segue l’arresto a Bardonecchia il 30 ottobre. Tradotto a Roma viene condannato a cinque anni di confino politico alle Isole Tremiti. Il 29 ottobre 1941 viene rilasciato per fine detenzione. 
Tornato a Cencenighe continua ad essere sorvegliato. Partecipa negli anni ’60 ad alcuni incontri dei Gruppi Anarchici del Triveneto a Marghera nella sede del gruppo "Nestor Makhno". 